# Tate-Vermutung
In der Mathematik ist die Tate-Vermutung ein 1983 von Gerd Faltings bewiesener Lehrsatz der arithmetischen Geometrie, der 1963 von John Tate vermutet worden war.
Der Beweis der Tate-Vermutung war Teil des Beweises der Schafarewitsch-Vermutung, aus der wiederum die Mordell-Vermutung folgt. Die Schafarewitsch-Vermutung besagt, dass es für eine endliche Menge {\displaystyle S} von Primidealen in einem Zahlkörper nur endlich viele Isomorphieklassen von Kurven gegebenen Geschlechts mit guter Reduktion außerhalb {\displaystyle S} gibt. Wegen des Prinzips beschränkter Höhe genügt es dafür, die Beschränktheit der Höhen der zu den Kurven assoziierten Jacobi-Varietäten zu zeigen. Mit der Tate-Vermutung kann man das auf den Fall zurückführen, dass die Jacobi-Varietäten alle isogen sind.

## Tate-Vermutung
Sei {\displaystyle X} eine abelsche Varietät über einem Zahlkörper {\displaystyle k} und {\displaystyle V_{l}(X)} ihr Tate-Modul tensoriert mit {\displaystyle \mathbb {Q} _{l}} für eine Primzahl {\displaystyle l}. Dann ist die natürliche Abbildung
{\displaystyle \operatorname {End} (X)\otimes \mathbb {Q} _{l}\to \operatorname {End} (V_{l}(X))^{\operatorname {Gal} ({\overline {k}}/k)}}
ein Isomorphismus.

### Verallgemeinerung
Die allgemeinere, noch unbewiesene Version der Tate-Vermutung besagt, dass die Zykelklassenabbildung
{\displaystyle A^{r}(X)\otimes \mathbb {Q} _{l}\to H^{2r}({\overline {X}},\mathbb {Q} _{l})^{Gal({\overline {k}}/k)}}
für alle {\displaystyle r} ein Isomorphismus ist. Der von Faltings bewiesene Fall entspricht {\displaystyle r=1}. Aus der allgemeinen Vermutung folgt die Hodge-Vermutung für abelsche Varietäten.